# 平群町立平群中学校
平群町立平群中学校（へぐりちょうりつ へぐりちゅうがっこう）は、奈良県生駒郡平群町福貴にある公立中学校。通称「平中」（へいちゅう）。

## 沿革
- 1947年（昭和22年）4月22日 - 平群町立平群中学校開校[2]。
- 1972年（昭和47年）5月1日 - 人口増に備えて校舎を福貴に移転。

## 生徒
平群町立平群南小学校、平群町立平群小学校、平群町立平群北小学校から進学してくる。

## 部活動
出典
- 吹奏楽部
- 野球部
- サッカー部
- 女子バレーボール部
- バスケットボール部
- 卓球部
- 女子ソフトテニス部
- 男子ハンドボール部
- 囲碁・将棋部
- 美術部
- 家庭科部

### 吹奏楽部
2024年（令和6年）には奈良県吹奏楽コンクールで金賞を受賞。その後、兵庫県で行われた関西吹奏楽コンクールで銅賞を受賞。

### 2024年の奈良県総合体育大会
出典
- 男子バスケットボール部 - 優勝
- 女子バスケットボール部 - 2位
- ハンドボール部 - 2位

## 交通アクセス
- 近畿日本鉄道 平群駅（近鉄生駒線）から徒歩15分[7]
- 平群町コミュニティバス 平群中学校からすぐ

## 通学区域が隣接している学校
- 三郷町立三郷中学校
- 斑鳩町立斑鳩中学校
- 生駒市立大瀬中学校
- 生駒市立生駒南中学校

以下は大阪府。
- 東大阪市立縄手中学校
- 東大阪市立義務教育学校くすは縄手南校
- 八尾市立高安中学校
- 八尾市立南高安中学校

## 著名な卒業生
- 河野純喜（JO1）- アイドル
- 齋藤潤一 AGRIST株式会社 代表取締役
- 都築龍太　さいたま市議、元Jリーガー、元日本代表